# Station Fives
Station Fives is een voormalig spoorwegstation op 1800 meter van het centrum van de Franse gemeente Rijsel.
Dit station behoort toe aan de SNCF, ligt op 6 meter hoogte en op kilometer 249,1 van de lijn Paris-Nord - Lille. Het station is het beginpunt van de lijnen Fives - Hirson, Fives - Baisieux, Fives - Moeskroen en Fives - Abbeville.